# Estanislao Karlic

Znak kardinála Karlice

Estanislao Esteban kardinál Karlic (* 7. února 1926 Oliva – 8. srpna 2025) byl argentinský římskokatolický kněz, kardinál.
Narodil se v rodině chorvatských emigrantů. Po studiu v semináři v Córdobě odjel na studia do Říma, kde studoval filozofii a teologii na Papežské univerzitě Gregoriana.
Kněžské svěcení přijal 8. prosince 1954. Následujících devět let učil v semináři v Córdobě. Později přednášel také na teologické fakultě v Buenos Aires a na Katolické univerzitě v Córdobě. V červnu 1977 byl jmenovaný pomocným biskupem v Córdobě, biskupské svěcení přijal 15. srpna téhož roku.
Dne 19. ledna 1983 ho papež Jan Pavel II. jmenoval pomocným biskupem v Paraná, o tři roky později, 1. dubna 1986 se stal arcibiskupem této arcidiecéze. V roce 1987 byl jmenován členem redakce Katechismu katolické církve. V letech 1996 až 2002 byl předsedou Argentinské biskupské konference. Na funkci arcibiskupa Paraná rezignoval po dovršení kanonického věku 29. dubna 2003. Při konzistoři 24. listopadu 2007 ho papež Benedikt XVI. jmenoval kardinálem.
Zemřel 8. srpna 2025 ve věku 99 let.